# James Bay
James Michael Bay (sinh ngày 4 tháng 9 năm 1990) là một ca sĩ, người viết nhạc  và nghệ sĩ guitar người Anh. Năm 2014, anh phát hành đĩa đơn "Hold Back the River" và đã được chứng nhận bạch kim, trước khi anh cũng ra mắt album đầu tay của mình Chaos and the Calm năm 2015. Album đã đạt vị trí quán quân tại Anh và đứng thứ 15 tại Hoa Kỳ. Tháng 2 năm 2015, Bay đã nhận giải Brit của "Hiệp hội Phê bình". Tháng 12 năm 2015 anh còn nhận thêm ba đề cử của Giải Grammy.